# Антикоммунистическое партизанское движение в Эстонии (1940—1953)
Антикоммунистическое партизанское движение в Эстонии (эст. Metsavendlus Eestis) — борьба эстонских партизан против советской власти за воссоздание независимого Эстонского государства. Эти партизаны называли себя «лесными братьями», поскольку скрывались, как правило, в лесах. В движении эстонских «лесных братьев» выделяют два этапа: первый — бои 1941 года с отступающими частями Красной армии (т. н. Летняя война) и второй — движение сопротивления в 1944–1953 годах.

## Партизанская война 1940-1941
Война эстонцев с советским режимом началась сразу после присоединения Прибалтики к СССР. После массовой депортации 14 июня 1941 года и с началом войны между Германией и Советским Союзом многие антикоммунистически настроенные бывшие государственные деятели и военнослужащие, которые в противном случае были бы заключены в тюрьму, стали прятаться в лесах и вооружаться. Их целью стало освобождение Эстонии от советского правления.
Первые столкновения между эстонскими партизанами и Красной Армией произошли 22 июня 1941 года. В ходе Летней войны «лесные братья» освободили от коммунистов юг Эстонии и север Латвии. Более крупные сражения происходили вокруг Тиммканала и в Тарту, где «лесные братья» начали восстание 10 июля 1941 года.

## Действия в условиях нацистcкой оккупации
В феврале 1944 года в оккупированной немцами Эстонии был сформирован Национальный комитет Эстонской Республики, который представлял все эстонские партии (кроме коммунистов, чья партия существовала до референдума 1933 года), и лишил Юри Улуотса мандата премьер-министра при президенте Республики. Национальный комитет тайно собрался на свое первое заседание в Таллине в феврале 1944 года. Однако 20 апреля 1944 года гестапо арестовала более 200 эстонцев, в том числе многих членов Национального комитета. 1 августа 1944 года Национальный комитет объявил себя высшей властью в оккупированной Эстонии, но 18 сентября 1944 года Юри Улуотс назначил правительство Республики во главе с Отто Тифом, тем самым прекратив существование Национального комитета.
Начиная с осени 1944 года в Эстонии начали формироваться группы партизан, состоящие из эстонских солдат, оставшихся в Эстонии после отступления немецкой армии, а также лиц, скрывавшихся от мобилизации в Красную армию и опасавшихся советских репрессий. В целом, в период с 1944 по 1945 год число таких лиц оценивалось в 20 000 человек. Эти группы в основном пытались дождаться окончания войны в Европе, которая, по их мнению, должна была привести к столкновению между западными союзниками и Советским Союзом, а затем к освобождению Эстонии.

## Антисоветская партизанская война после 1944 года
К 25 ноября 1944 года территория Эстонии была полностью освобождена Красной армией от германских войск.
С осени 1944 года на нелегальное положение перешли тысячи эстонских солдат и офицеров вермахта, полицейских и пограничных батальонов, ополченцев отрядов «Самооборона», а также 20-й гренадерской дивизии войск СС. Вместе с ними скрывались бывшие служащие оккупационной администрации и лица, уклоняющиеся от призыва в Красную армию. Вооружены они были в основном германскими образцами стрелкового оружия. Их обмундирование сочетало форму эстонской армии, вермахта, войск СС и гражданскую одежду.
Постепенно сложилось антисоветское партизанское движение («лесные братья»). Однако до весны 1945 года «лесные братья» не предпринимали сколько-нибудь заметных акций. Отряды эстонских «лесных братьев» по своей численности представляли группы по 5–10 человек, с которыми были связаны по несколько десятков пособников из числа местного населения.
Тем не менее советское военное командование и правительство Эстонской ССР сосредоточили для борьбы с антисоветским подпольем значительные силы. На Эстонию распространяла свои действия 5-я стрелковая дивизия внутренних войск НКВД под командованием генерал-майора Петра Леонтьева, расквартированная в Латвии. Также были сформированы эстонские истребительные батальоны (всего около 5300 человек).
С марта 1945 года «лесные братья» начали предпринимать налеты на волостные исполкомы, сельские кооперативные лавки, а также на места временного содержания арестованных с целью их освобождения. Участились убийства членов советско-партийного актива, сельских уполномоченных, бойцов эстонских истребительных батальонов, милиционеров и других лиц, оказывавших помощь органам Советской власти. «Лесные братья» обстреливали военные автоколонны и совершали нападения на воинские патрули. До сентября 1945 года органы НКВД зафиксировали 155 подобных партизанских акций.
В мае 1945 года, получив ходатайство председателя СНК Эстонской ССР Арнольда Веймера о выселении семей «изменников Родины, участников бандформирований, предателей и другого враждебного элемента», органы НКВД выслали из Таллина на спецпоселение в восточные регионы СССР 400 человек.
По оперативным данным НКВД, в 1945 году в Эстонии насчитывалось 50 отрядов «лесных братьев». В то же время войсками НКВД и эстонскими истребительными батальонами были уничтожены 17 отрядов, убито 432 эстонских повстанца, взято в плен 584 человека и арестовано 449 пособников. При этом погибли 56 милиционеров, солдат и офицеров войск НКВД, 86 бойцов истребительных отрядов и 141 член советско-партийного актива.
За период 1940—1950 годов эстонские партизанские формирования совершили 3426 нападений на военные объекты. От их нападений и в борьбе с ними погибли 5155 советских активистов, 533 военнослужащих внутренних войск (784 ранены) и 42 военнослужащих Красной (Советской) армии (94 ранены), не считая милиционеров и пограничников.
Антисоветская партизанская война в Эстонии продолжалась до 1953 года. Через отряды «лесных братьев» прошло до 30 000 человек. Последний партизан Аугуст Саббе погиб в стычке с сотрудником КГБ и инспектором милиции 27 сентября 1978 года.
Согласно советским данным, в боях погибло 1510 эстонских повстанцев и 1728 советских военнослужащих, милиционеров и бойцов эстонских истребительных батальонов. 
- Группа эстонских «лесных братьев»,
лето 1941 года
- Отряд «Самообороны» волости Мынисте в день формирования, 1 августа 1941 года
- «Лесные братья» возле самогонного аппарата,
1950 год
- Похороны Николая Луми, парторга волости Кыллесте уезда Вырумаа.
Убит «лесными братьями» 9 июня 1948 года вместе с женой и ребёнком

## Лесные братья в современной Эстонии
После распада СССР Эстония позиционирует «лесных братьев» как борцов за восстановление независимости. В стране устанавливаются памятники, посвящённые движению «лесных братьев» и отдельным павшим эстонским «лесным братьям».
В 2008 году памятник был установлен в Рапламаа на братской могиле четырёх «лесных братьев», принадлежавших к группе главы «лесных братьев» Вахасту Эрика Варрака и убитых сотрудниками НКВД 4 мая1946 года. Эрик Варрак пытался организовать окрестные группы «Лесных братьев» в единую силу по строгому военному принципу, что является уникальным в истории эстонского движения сопротивления. Сам Варрак погиб от рук своего товарища, не пожелавшего подчиняться строгой дисциплине, и похоронен в полукилометре от этой братской могилы.
В 2019 году по инициативе Группы поддержки «Лесных братьев» в составе Рийгикогу в Эстонском военном музее была создана специальная должность для изучения истории эстонских «лесных братьев». Был объявлен конкурс, и весной 2020 года к работе приступил доктор исторических наук Пеэтер Каазик (Peeter Kaasik).
У мемориала на Синимяэских высотах традиционно проводятся встречи ветеранов «лесного движения» Прибалтики, которые подвергаются критике Министерства иностранных дел России, называющего это мероприятие восхвалением нацизма. Эстония отрицает эти обвинения. В частности, в августе 2011 года Министерство иностранных дел Эстонии отметило, что подобные заявления российского МИД-а ошибочны, базируются на идеологических клише и не направлены на развитие эстонско-российских отношений. «Памятное мероприятие, прошедшее на Синимяэских высотах [прим. — 30 июля 2011 года] является традиционным, основанным на гражданской инициативе и отвечающим международно признанной практике поминания погибших во Второй мировой войне, которые проходят в разных государствах», — сообщил МИД Эстонии. Эстонское государство не финансирует это мероприятие.
- Памятники «лесным братьям» в Эстонии
- Памятник «лесным братьям», погибшим в 1946 году, на кладбище Саарде
- Памятник «лесным братьям» и их сторонникам в Мынисте
- Памятник «лесным братьям» в уезде Вырумаа
- Памятник «лесным братьям», погибшим 7 марта 1951 года, в волости Рыуге
- Памятник на месте гибели последнего эстонского «лесного брата» Аугуста Саббе